# Magdalena Jaltepec
Magdalena Jaltepec es una localidad del estado mexicano de Oaxaca. Es cabecera del municipio de Magdalena Jaltepec.

## Demografía
| Censo | Población |
| ----- | --------- |
| 1900  | 1627      |
| 1910  | 1861      |
| 1921  | 1959      |
| 1930  | 2538      |
| 1940  | 431       |
| 1950  | 1941      |
| 1960  | 694       |
| 1970  | 675       |
| 1980  | 840       |
| 1990  | 639       |
| 1995  | 532       |
| 2000  | 525       |
| 2005  | 553       |
| 2010  | 496       |
| 2020  | 568       |